# Bajsmannen (barnbok)
Bajsmannen är en barnbok av Petter Sävström från 2001, utgiven på Bonnier Carlsen.

## Om boken
Boken handlar om en familj bestående av en mamma, en pappa och deras två barn som äter ärtsoppa till middag en torsdag. Barnen ber sin pappa att leka bajsmannsleken, vilken går ut på att med senapstuben göra ett "pruttande" ljud.
Vid utgivningen angavs författaren till P Sävström, en förkortning för Petter Sävström. Boken var när den kom ut 2001 en del av en trend med barnlitteratur omkring millennieskiftet som hade teman som på olika sätt behandlade avföring.